# Paljon Zarka
Paljon Zarka (* 17. April 1984 in Fier) ist ein albanischer Straßenradrennfahrer.
Paljon Zarka wurde 2002 albanischer Meister im Einzelzeitfahren der Eliteklasse. In der Saison 2005 gewann er bei der Tour of Albania vier Etappen und konnte so auch die Gesamtwertung für sich entscheiden. Bei den Balkan-Meisterschaften im bulgarischen Kasanlak gewann er die Silbermedaille im Einzelzeitfahren der U23-Klasse. Ein Jahr später konnte er diesen Wettbewerb in Novi Pazar für sich entscheiden. Außerdem gewann er wieder zwei Teilstücke und die Gesamtwertung der Tour of Albania. Auch 2007 gewann er dort drei Etappen und die Gesamtwertung. Bei der albanischen Meisterschaft 2007 war Zarka beim Einzelzeitfahren und beim Straßenrennen erfolgreich. 2008 verteidigte er beide nationalen Meistertitel und er gewann die vierte Etappe der Tour of Albania. Im nächsten Jahr war er dort beim Prolog erfolgreich. Nach 2009 hat er keine internationalen Rennen mehr bestritten.

## Erfolge
2002
- Albanischer Meister – Einzelzeitfahren

2007
- Albanischer Meister – Straßenrennen
- Albanischer Meister – Einzelzeitfahren

2008
- Albanischer Meister – Straßenrennen
- Albanischer Meister – Einzelzeitfahren